# Porphyrospizinae
Porphyrospizinae (Синьовівсяночні) — підродина горобцеподібних птахів родини саякових (Thraupidae), що включає 3 роди і 9 видів. Представники цієї підродини мешкають переважно в Андах та в Патагонії, за винятком синьої вівсянки, яка мешкає в серрадо на Бразильському нагір'ї.

## Таксономія
Представників підродини Porphyrospizinae традиційно відносили до родини вівсянкових (Emberizidae), однак за результатами молекулярно-філогенетичних досліджень вони були переведений до родини саякових (Thraupidae). До проведення молекулярно-генетичних досліджень науковці не прослідковували тісних зв'язків між представниками цієї підродини, незважаючи на те, що вони мають деякі спільні риси в оперенні (особливо самиці), поведінкові і морфологічні ознаки, зокрема, жовті дзьоби. 
Молекулярно-філогенетичне дослідження Barker et al. (2013) показало монофілітичність цієї групи, що було підтверджено дослідженням Burns et al. (2014). Дослідження показали, що сині вівсянки (Porphyrospiza caerulescens) та смугохвості і аргентинські вівсянчики, яких раніше відносили до роду Phrygilus, є сестринськими видами, і що ця група є споріднена з великими вівсянчиками (Rhopospina fruticeti), яких раніше також відносили до роду Phrygilus. В свою чергу, ця клада є близькою до роду Вівсянка-інка (Incaspiza), п'ять представників якого є ендеміками Перу. За результатами цих досліджень науковці встановили нову підродину Porphyrospizinae і визначили рід Rhopospina як типовий.

## Роди
- Вівсянка-інка (Incaspiza) — 5 видів
- Великий вівсянчик (Rhopospina) — 1 вид (рід монотиповий)
- Синя вівсянка (Porphyrospiza) — 3 види